# 郭瑞年
郭瑞年（？—），台灣女性物理學家，現任教於國立清華大學物理學系。是半導體、超導體與奈米材料的專家。

## 生平
郭瑞年於1975年獲得國立臺灣大學物理學系學士學位，之後於1977和1981年獲得史丹福大學應用物理碩士、博士學位。之後長期任職於貝爾實驗室，2003年返回台灣任教於國立清華大學物理學系至今。

## 研究
自旋電子學、高溫超導薄膜、三五半導體之場電效應電晶體、磁性超晶格與異質結構、先進薄膜製程技術。

## 榮譽
- 2015年台灣傑出女科學家獎[2]。

## 家庭
郭瑞年的丈夫洪銘輝是國立臺灣大學物理學系教授。

## 外部連結
- 國立清華大學物理學系郭瑞年網頁 （页面存档备份，存于）
- 郭瑞年個人實驗室網頁 （页面存档备份，存于）